# قطعنامه ۳۹۷ شورای امنیت
قطعنامه  ۳۹۷ شورای امنیت سازمان ملل متحد که در تاریخ ۲۲ نوامبر ۱۹۷۶ تصویب شد، سندی بین‌المللی دربارهٔ پذیرش اعضای جدید سازمان ملل متحد: آنگولا است. این قطعنامه طی نشست ۱٬۹۷۴ام با ۱۳ موافق، ۰ مخالف و ۱ ممتنع تصویب شد.